# عباس جوب (مقاطعة دهغلان)
عباس جوب (بالفارسية: عباس جوب) هي قرية تقع في قسم حومة دهغلان الريفي (مقاطعة دهغلان) في إيران. يقدر عدد سكانها بـ 432 نسمة بحسب إحصاء 2016.